# Matthäusfriedhof (Chemnitz)
Der Matthäusfriedhof in Chemnitz-Altendorf ist ein in der Zeit des Kaiserreichs angelegter Friedhof für die neu entstandene Kirchgemeinde Altendorf. Er liegt inmitten von alten Bäumen am Ende der Zinzendorfstraße, oberhalb der Waldenburger Straße. Nach der Einweihung 1891 wurde 20 Jahre später erst die Friedhofskapelle 1911 im damals modernen Jugendstil erbaut.
Inzwischen ist sie restauriert worden und die St.-Matthäus-Gemeinde konnte im Jahr 2011 das 100-jährige Bestehen der Kapelle begehen. Der Friedhof ist eine denkmalgeschützte „Sachgesamtheit“ – sie ist also ein Bauensemble, das aus vielen geschützten Einzeldenkmalen besteht und auch insgesamt unter Schutz steht.

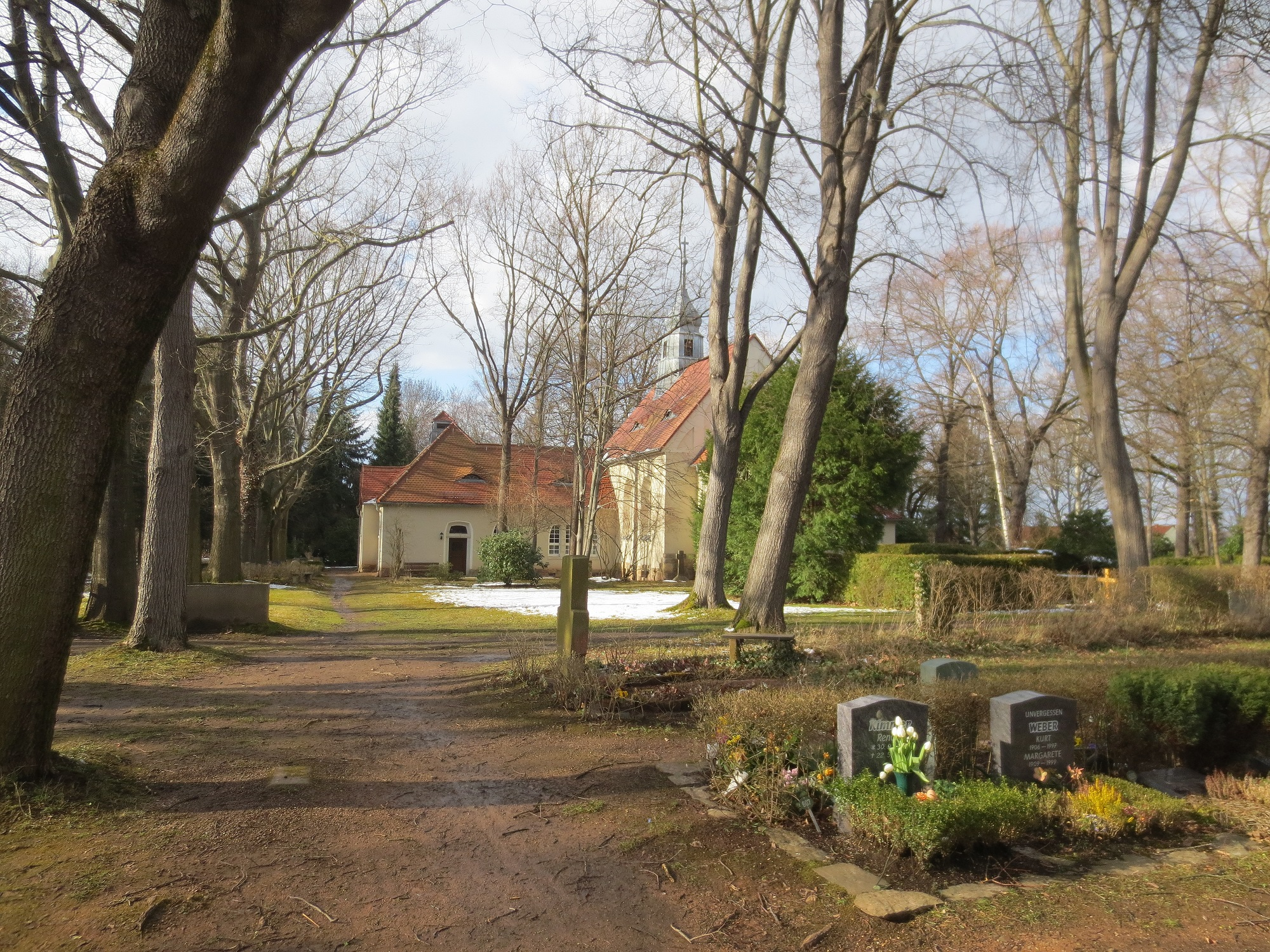
Der Matthäusfriedhof – ein denkmalgeschütztes Ensemble

## Anlage
Der Friedhof ist eine regelmäßige Anlage auf annähernd rechteckiger Grundfläche. Sie besitzt ein rechtwinkliges Wegesystem mit dichter, weitgehend ursprünglicher Baum- und Heckenbepflanzung. Es sind mehrere Erbbegräbnisse vorwiegend Altendorfer Industrieller vorhanden, die geschützte Einzeldenkmäler sind.
Auf ihm steht ein anspruchsvoll gestaltetes Kapellengebäude, weitestgehend original erhalten, der Friedhof ist also ein Ensemble von stadtgeschichtlicher, baukünstlerischer und gartenkünstlerischer Bedeutung. Ortsgeschichtlich bzw. künstlerisch bedeutsame Bestandteile des Friedhofes sind die zwischen 1892 und 1944 entstandenen denkmalgeschützten Gräber, das um 1900 gefertigte Grabkreuz neben dem Eingang, die 1911 erbaute Friedhofskapelle, das 1921 errichtete Kriegerdenkmal und der um 1930 gefertigte Brunnen.

## Einzeldenkmale
Die denkmalgeschützte „Sachgesamtheit Matthäus-Friedhof“ – sie ist also ein Bauensemble, das aus verschiedenen Denkmalen besteht – hat folgende Einzeldenkmale:
- Friedhofskapelle,
- Kriegerdenkmal für im Ersten Weltkrieg gefallene Mitglieder des Turnvereins,
- Erbbegräbnis der Familie Langer,
- Erbbegräbnis der Familie Viecenz,
- Erbbegräbnis der Familie Wilsdorf,
- Erbbegräbnis der Familie Grassmann,
- Erbbegräbnis der Familie Meißner,
- Erbbegräbnis der Familie Soeldner,
- Erbbegräbnis der Familie Richter und Waldmann,
- Erbbegräbnis der Familie Richter und Emil Reimann[2] sowie
- Grabmal Groschel

Weiterhin gibt es zwei Galvanoplastiken und einen kleinen Brunnen (nahe der Friedhofskapelle).

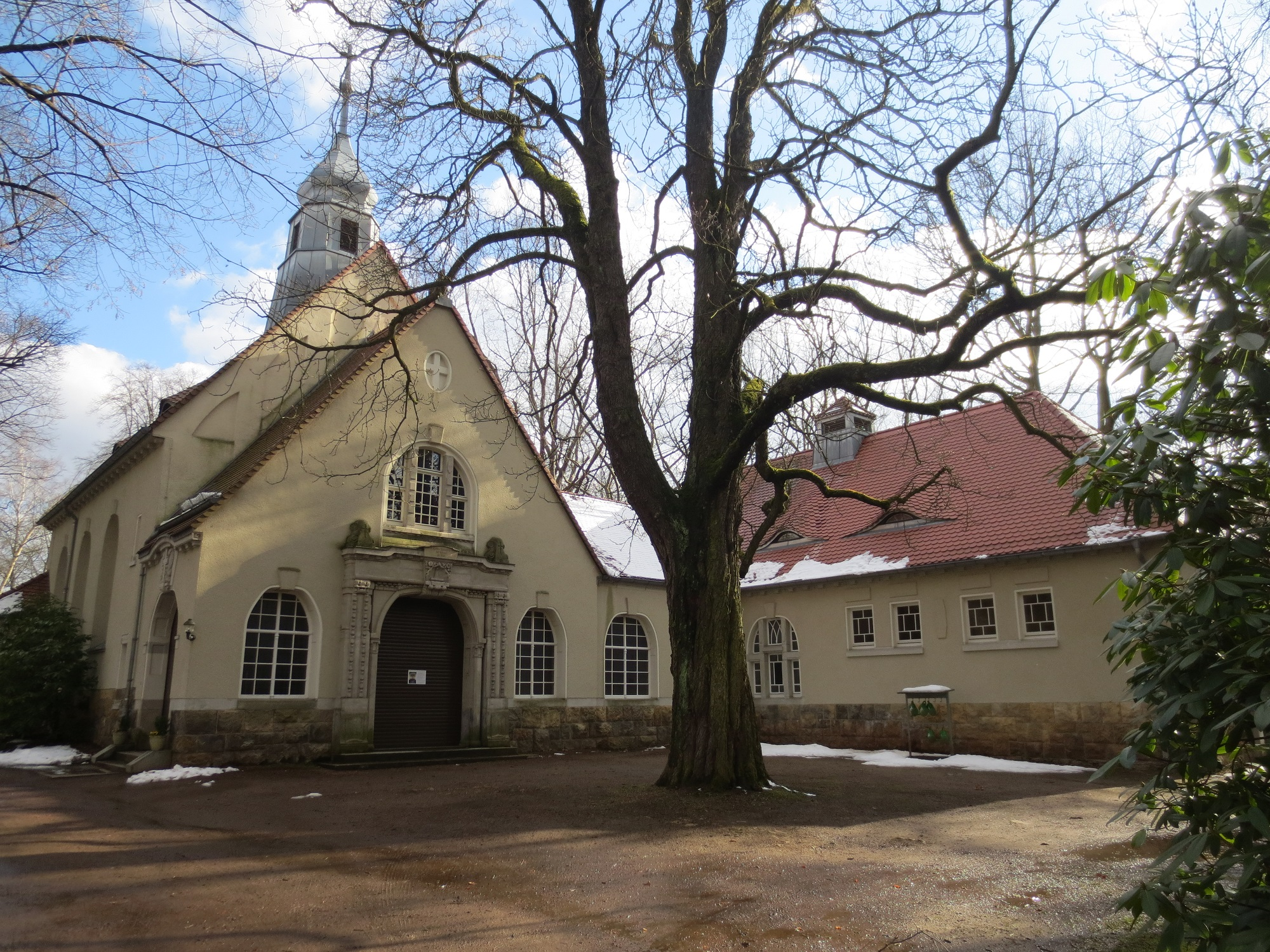
Die Friedhofskapelle
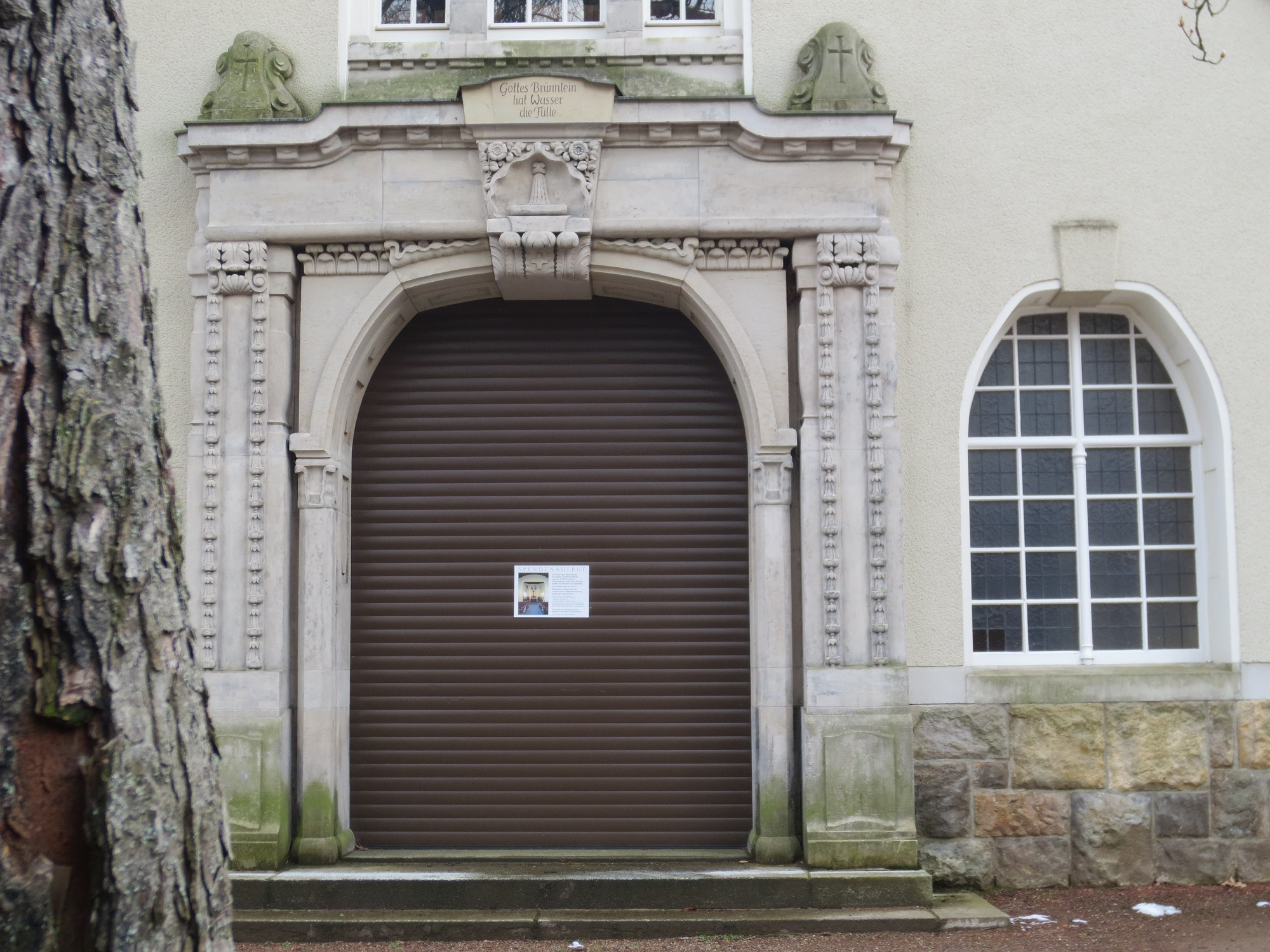
Eingangsportal mit Spruch
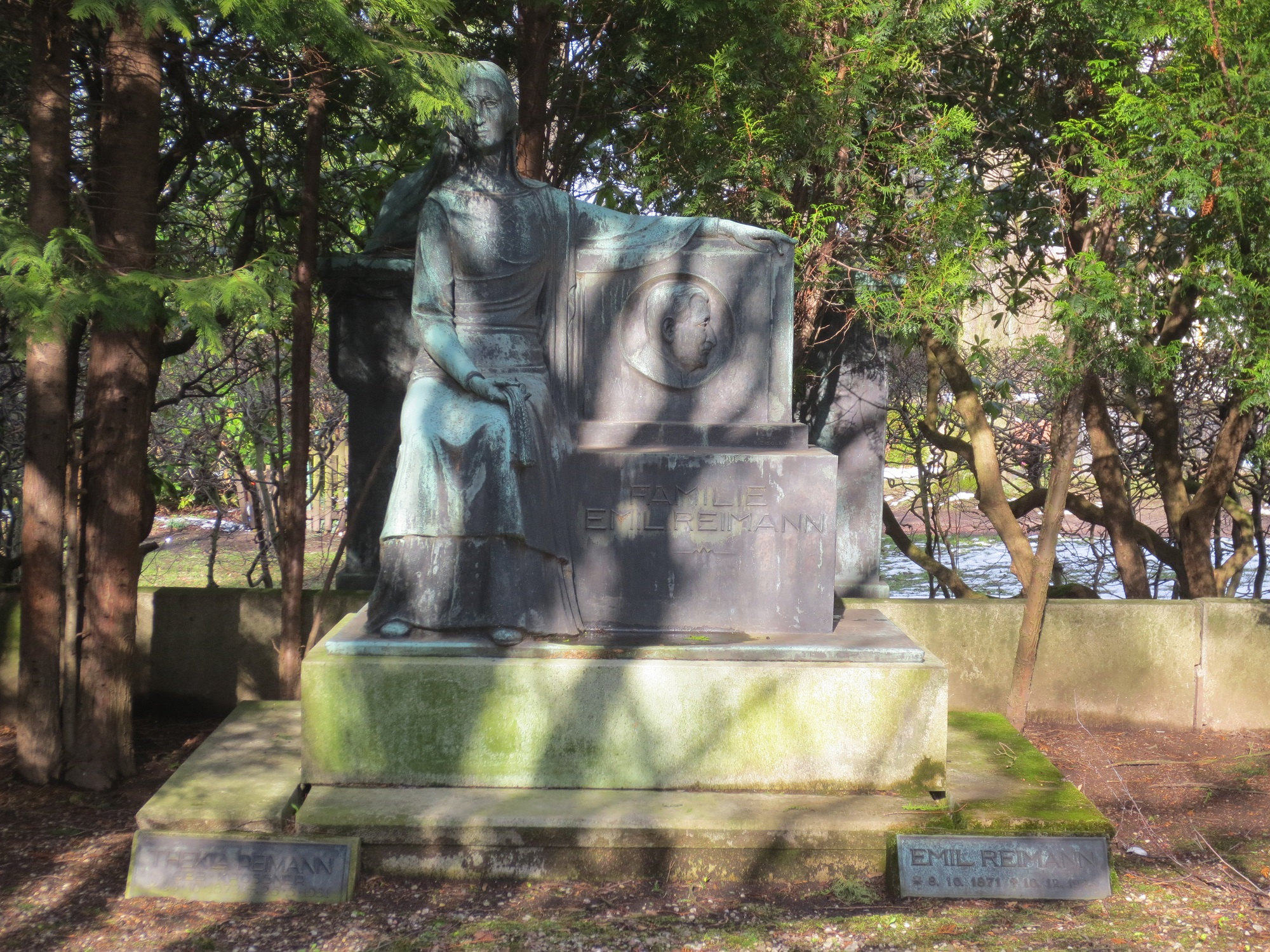
Grabmal Reimann
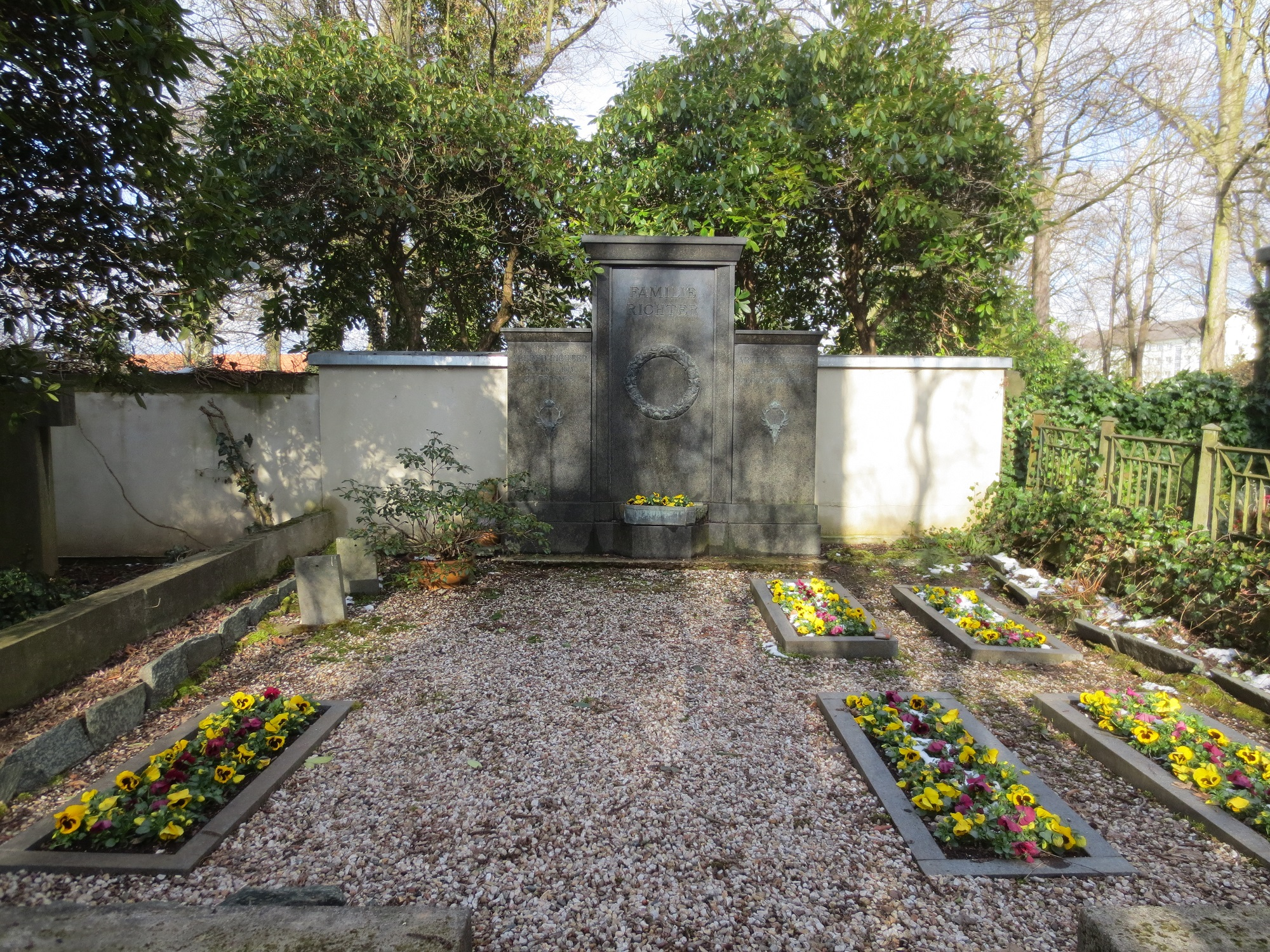
Grabmal Richter
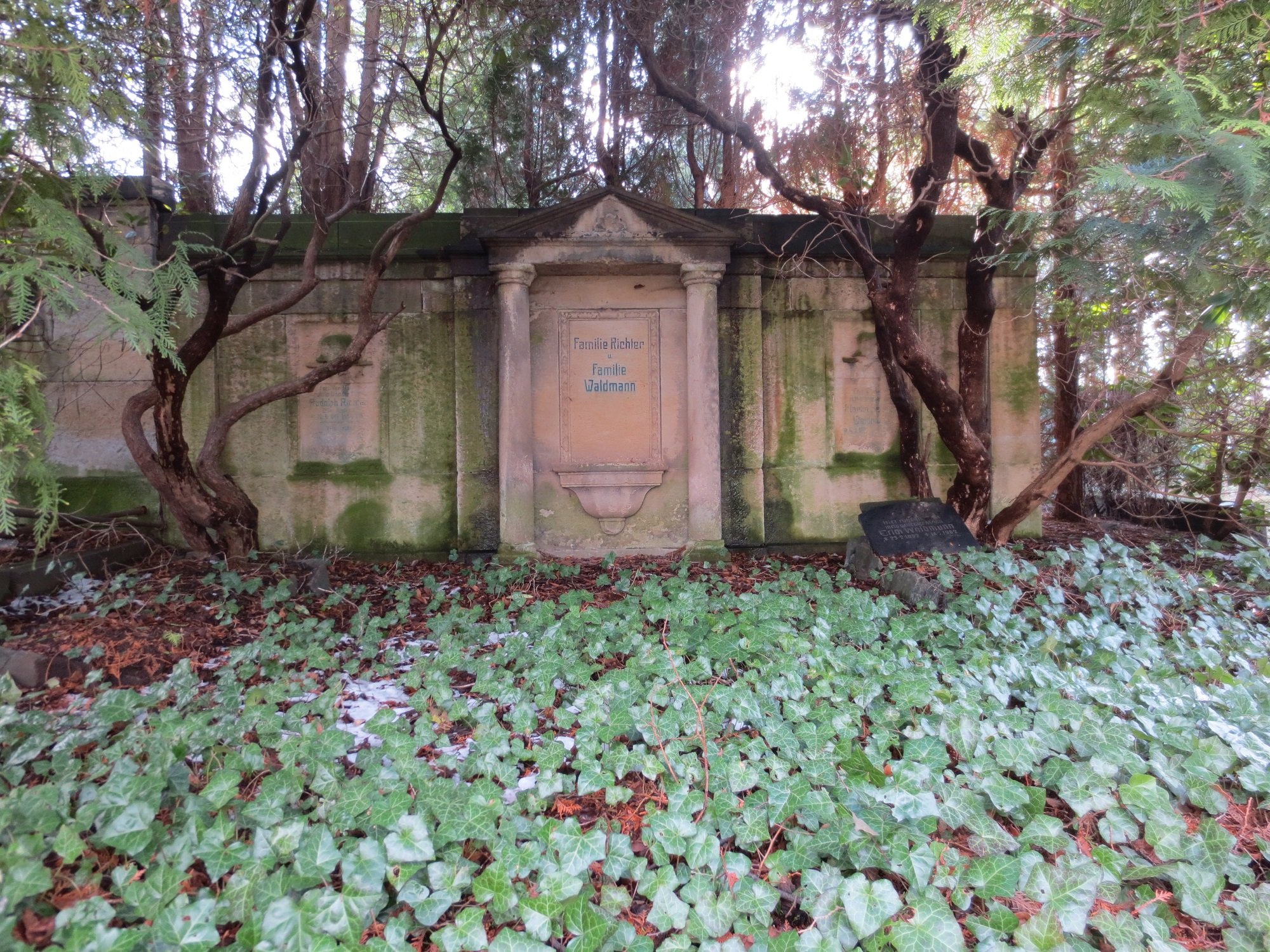
Grabmal Richter und Waldmann
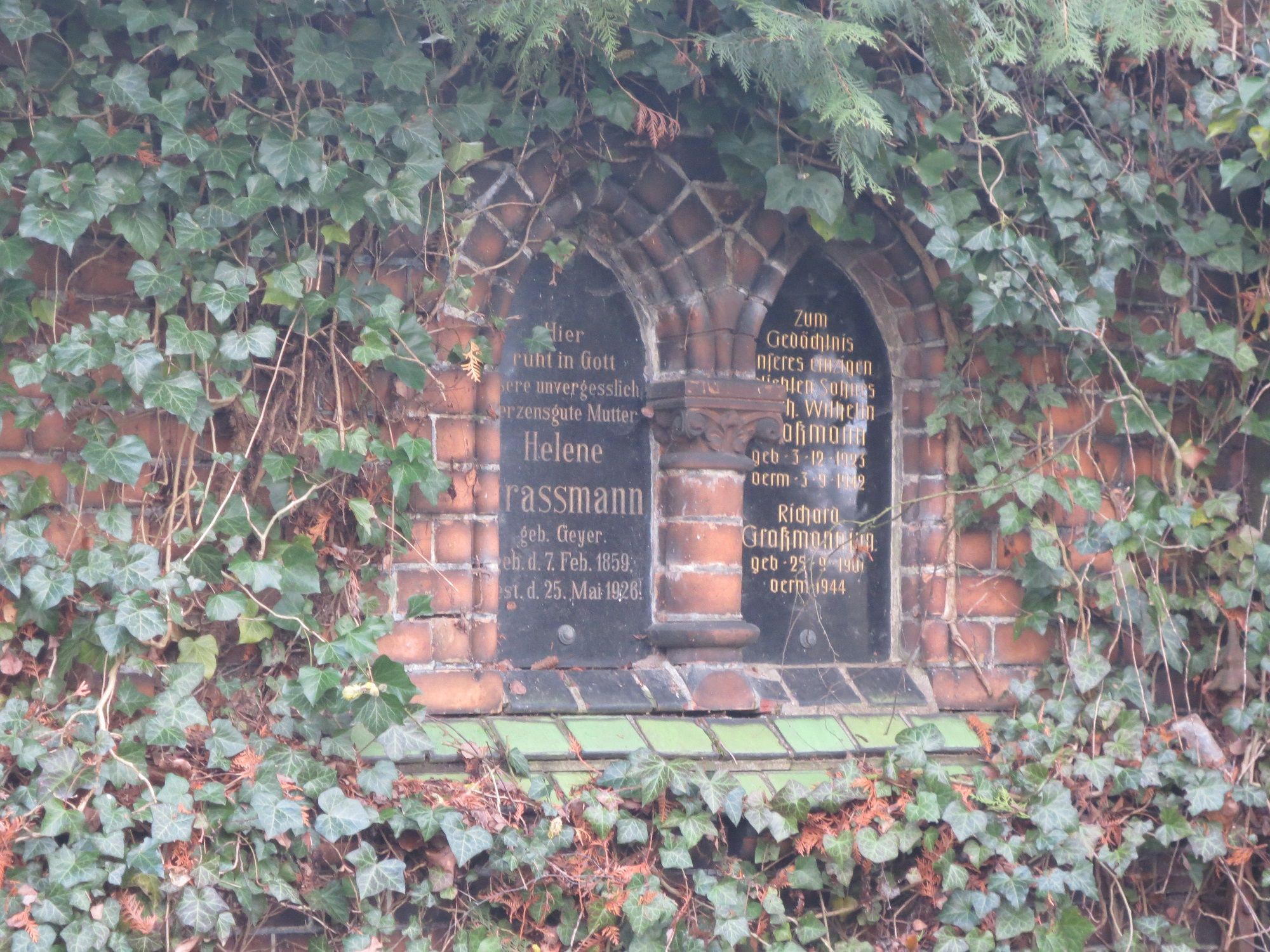
Grabmal Grassmann
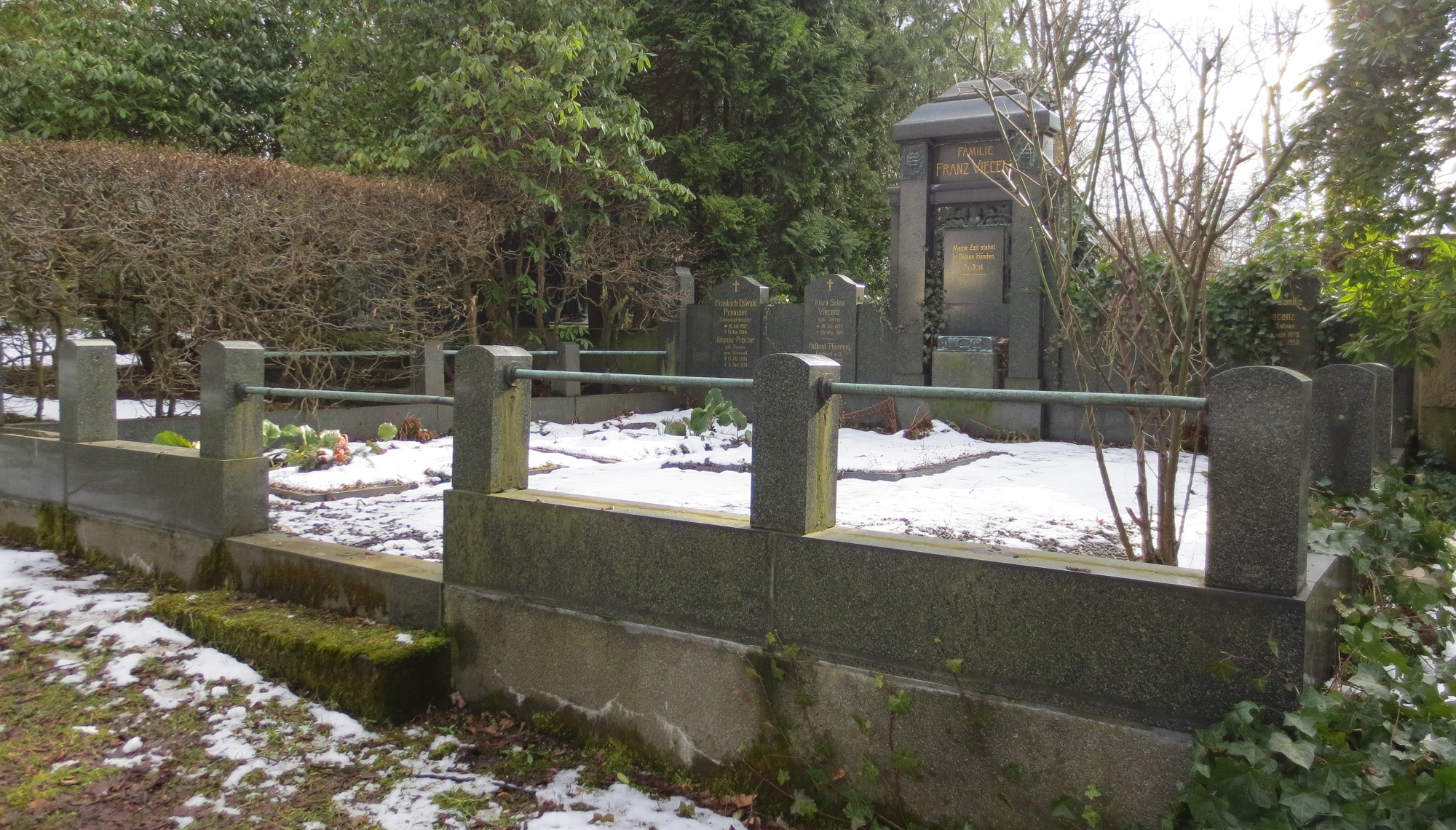
Grabmal Viecenz
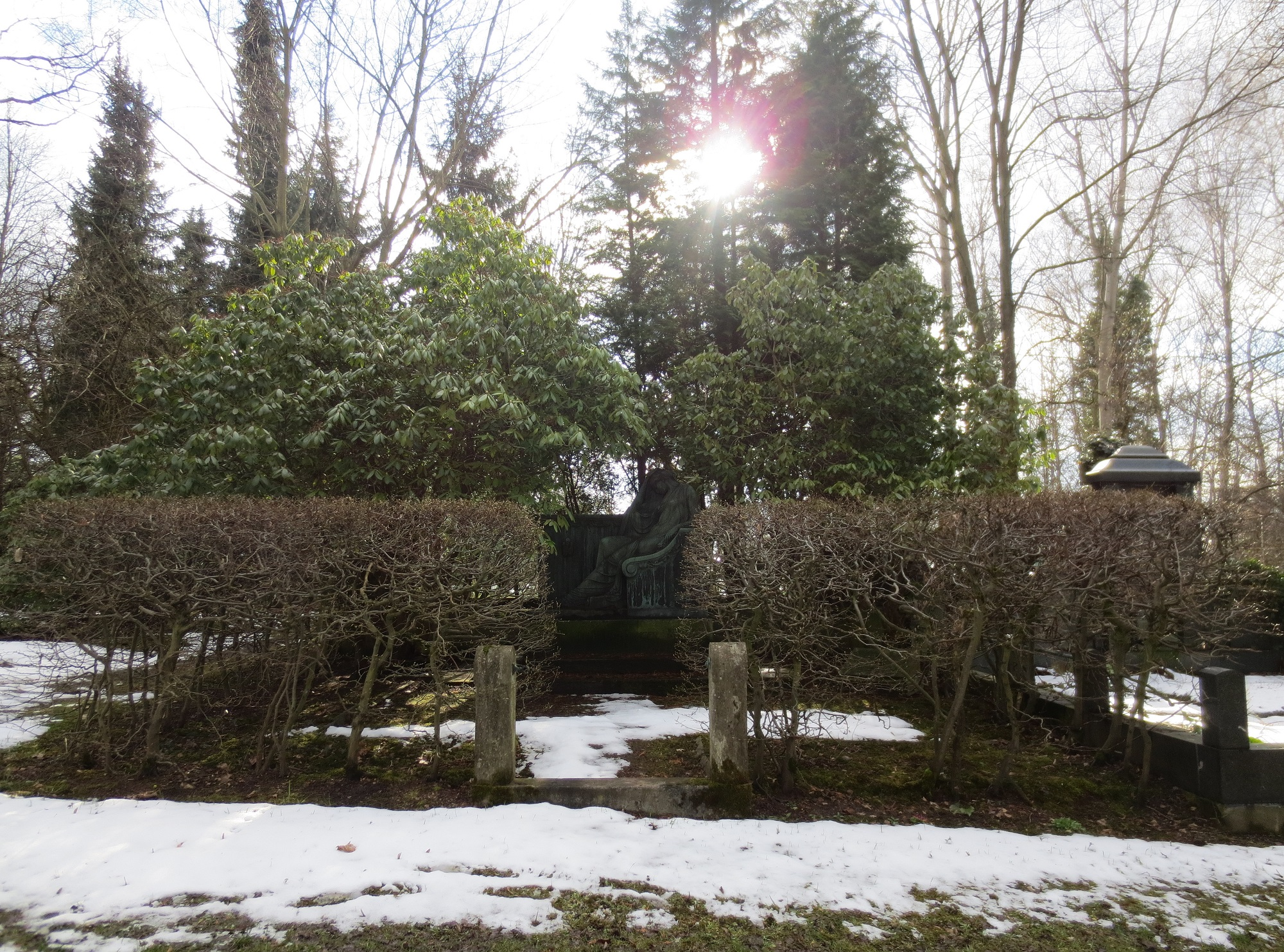

## Gartendenkmal
Die Friedhofsgestaltung des Matthäusfriedhofs steht als Gartendenkmal mit ihren Alleen, Baumreihen, Solitärbäumen, Hecken und einem Birkenrondell, das vermutlich ursprünglich ein Ehrenhain war – ebenfalls unter Denkmalschutz. Es gehört also zur Sachgesamtheit Matthäus-Friedhof dazu.

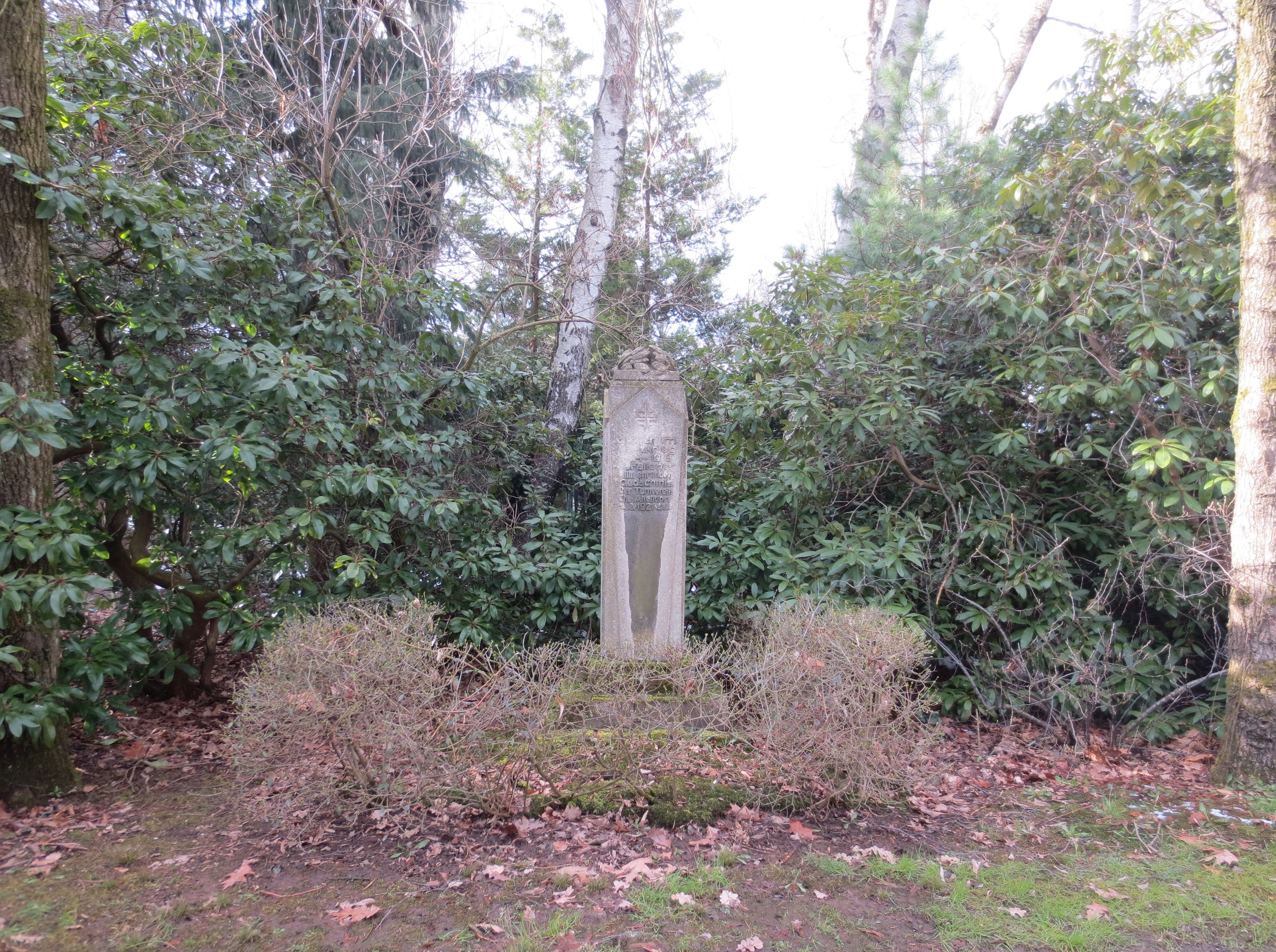
Eingegrünte Grabstätte
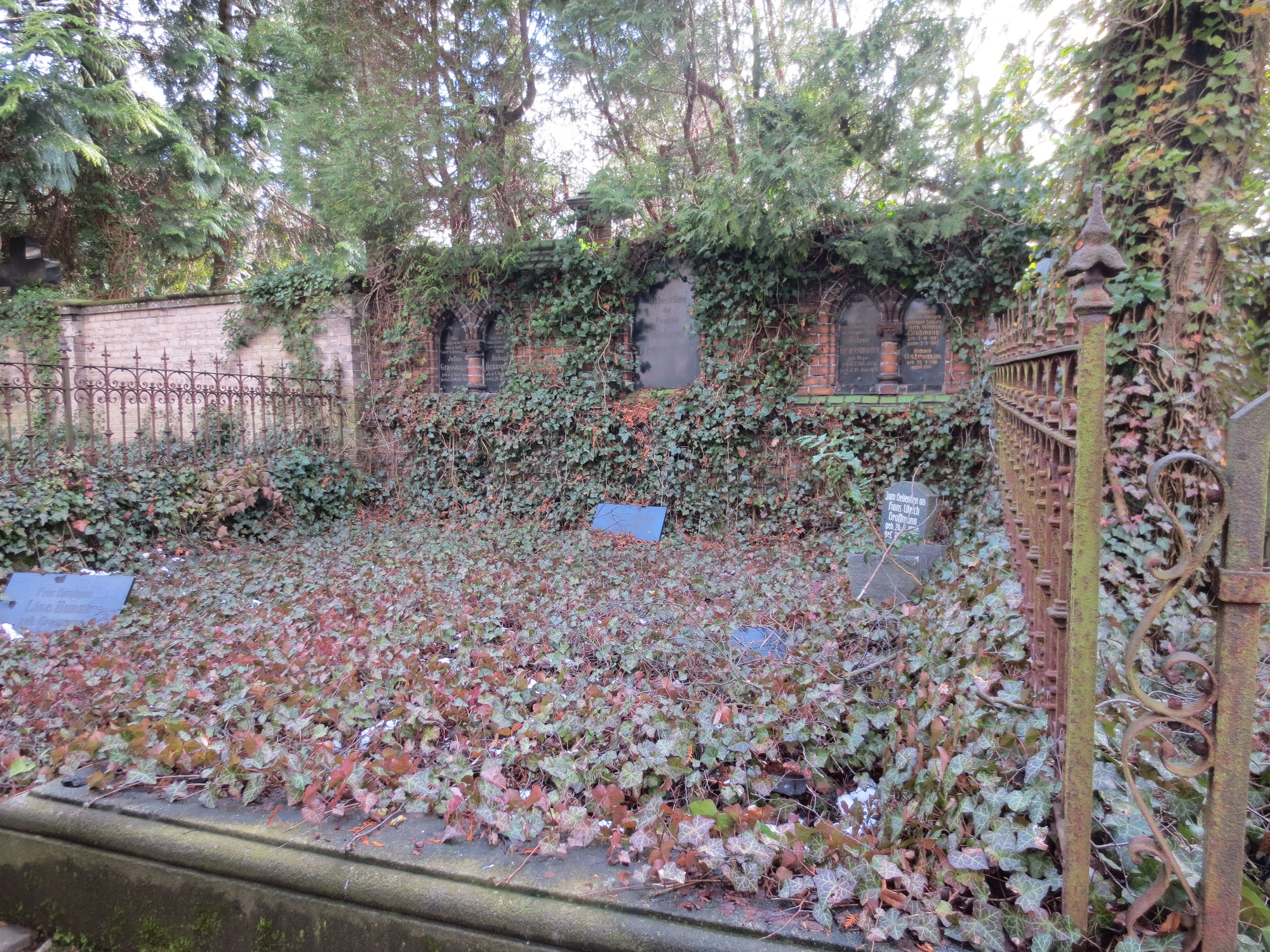
Die Natur verdrängt Menschenwerk
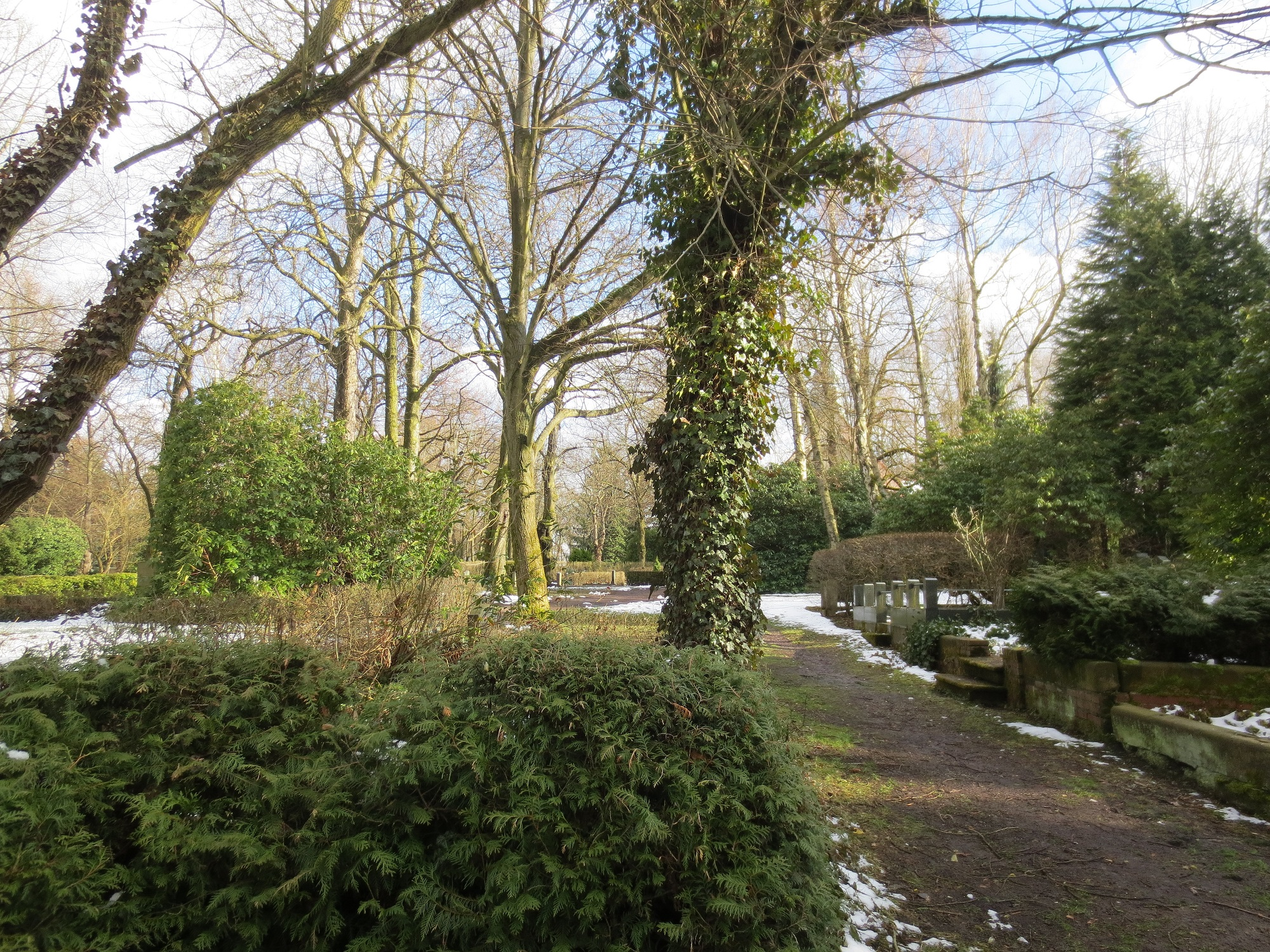
Die Bäume wachsen weiter
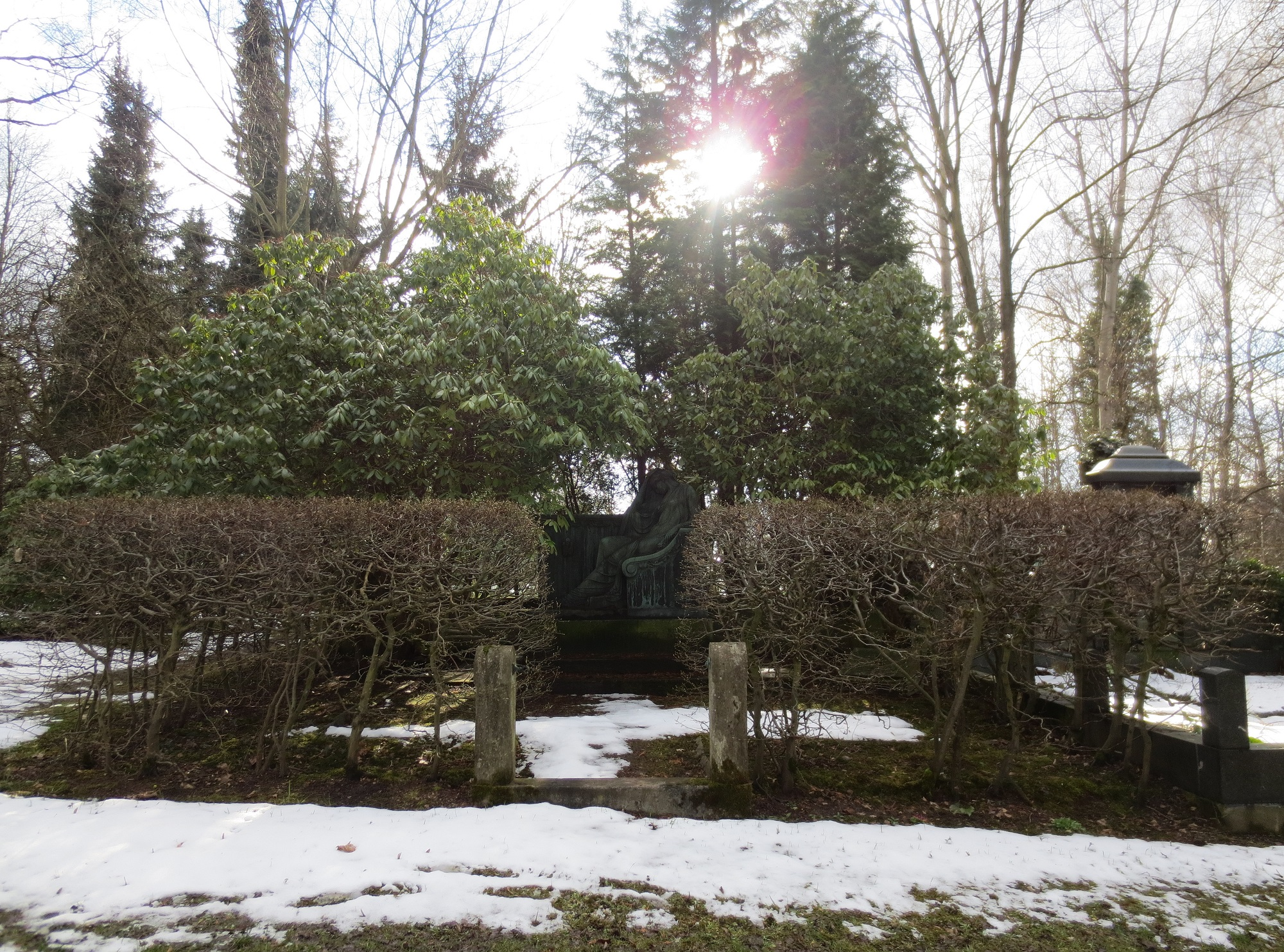
Gräber verschwinden im Grün
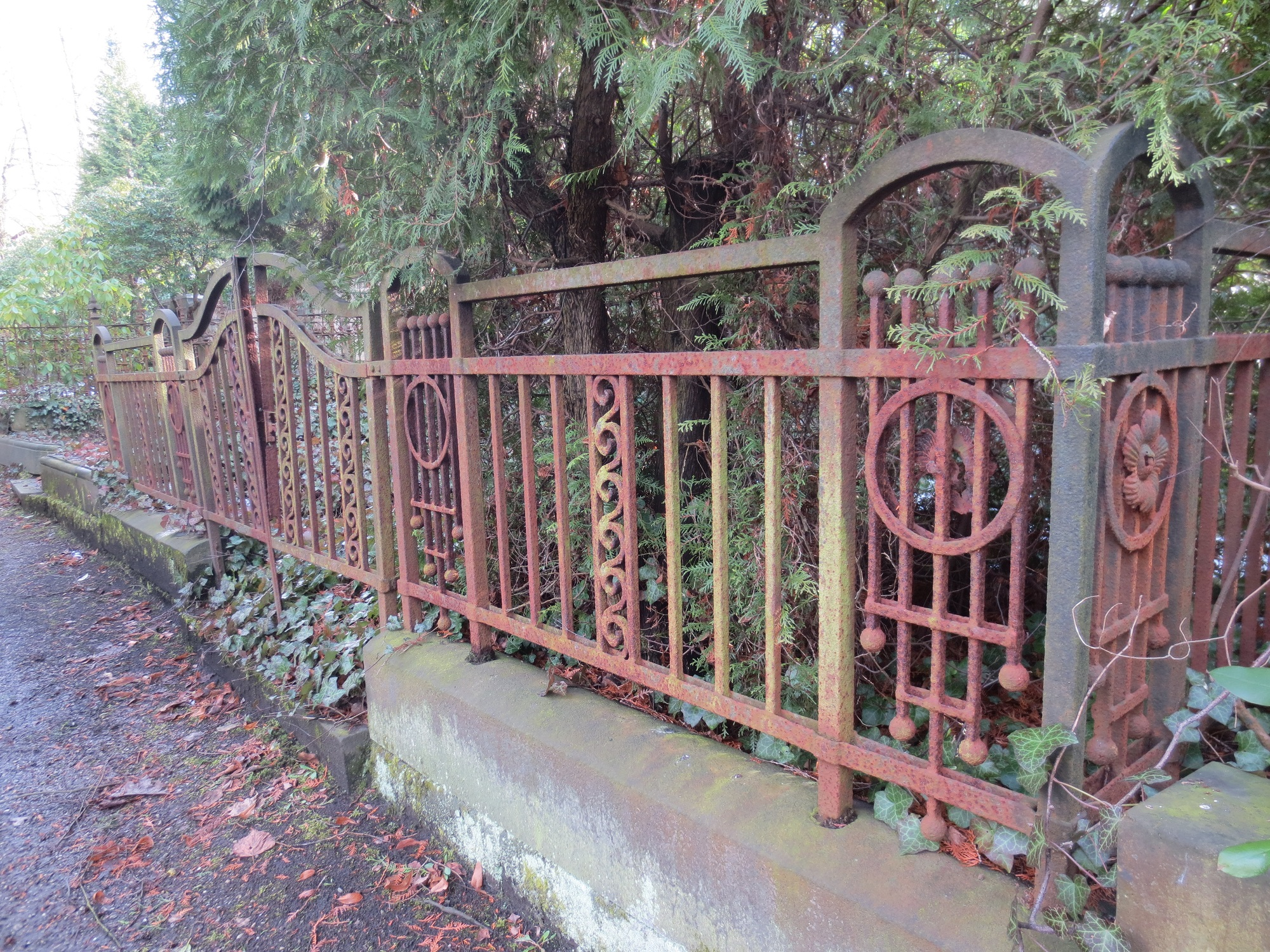
Zäune werden überwuchert
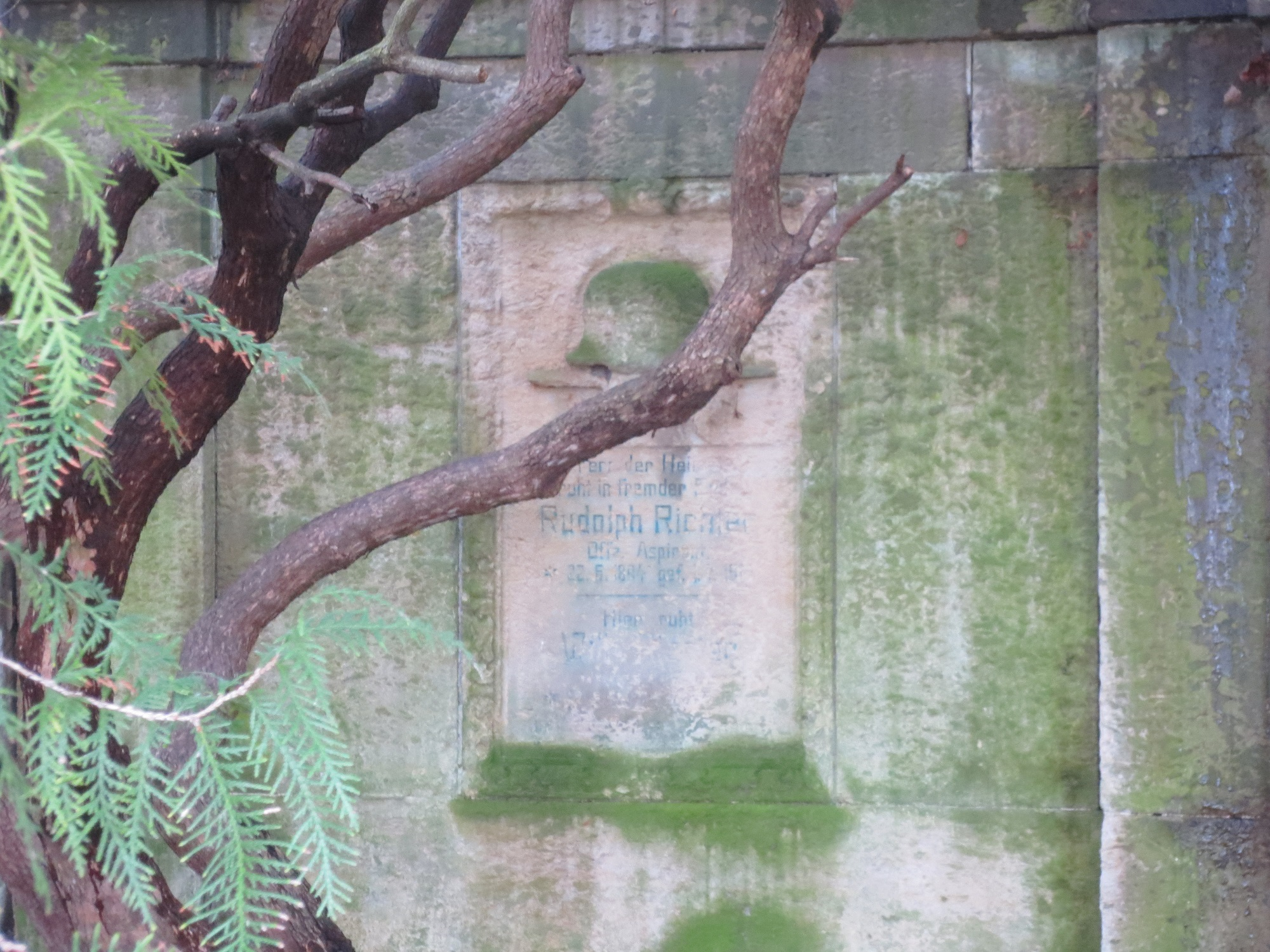
Allmähliches Verblassen